# Роберт Реслер
Роберт Кенет Реслер (Чикаго, 21. фебруар 1937 — 5. мај 2013) био је агент и писац ФБИ-ја. Играо је значајну улогу у психолошком профилисању насилних преступника 1970-их и често му се приписује смишљање термина „серијски убица“, иако је термин директан превод немачког израза „Serienmörde“ који је 1930. сковао берлински истражитељ Ернст Генат. Након повлачења из ФБИ-а, написао је низ књига о серијским убиствима, а често је држао предавања о криминологији.

## Младост
Роберт Реслер је одрастао на Северној Мармора авенији у Чикагу, Илиноис и завршио средњу школу Шурз, разред 1955. Био је син Џозефа, који је радио на обезбеђењу и одржавању у Chicago Tribuneе-у, и Гертруде Реслер. Он се у раној младости заинтересовао за убице, док је пратио Трибујнеове чланке о "Убици ружева". Реслер тврди да је био више фасциниран него што се плашио овог озлоглашеног убице, као што су га друге убице фасцинирали у каснијим годинама у ФБИ. Његову фасцинацију ће деценијама касније појачати Џон Вејн Гејси, који је одрастао у истом комшилуку као и Реслер, и био у извиђачима са њим. Реслер је две године похађао државни колеџ пре него што се придружио америчкој војсци и био је стациониран на Окинави. После две године у војсци Реслер је одлучио да се упише на Школу за криминологију и полицијску администрацију на Универзитету Мичиген. Дипломирао је и започео дипломски рад, али је завршио само један семестар пре него што се вратио у војску као официр, након што је завршио и РОТЦ програм у држави Мичиген.

## Војна каријера
Реслер је служио у америчкој војсци од 1957. до 1962. као проректорски маршал вода посланика у Ашафенбургу, како наводи у својој аутобиографији Whoever Fights Monsters. Био је задужен за решавање случајева као што су убиства, пљачке и паљевине. После четири године у Немачкој, Реслер је одлучио да напусти ту позицију и премештен је за команданта Одељења за кривичне истраге (ЦИД) у Форт Шеридану. Затим се вратио у државу Мичиген да заврши мастер студије из полицијске администрације, које је плаћала војска, у замену за још две године службе након дипломирања. Након што је дипломирао, служио је годину дана на Тајланду и годину дана у Форт Шеридану, где је завршио своју каријеру у војсци као мајор и прешао у Федерални истражни биро (ФБИ).

## ФБИ каријера
Реслер се придружио ФБИ-у 1970. године и био је регрутован у Јединицу за науку о понашању (Behavioral Science Unit), која се бави израдом психолошких профила насилних преступника, као што су силоватељи и серијске убице, који обично бирају жртве насумично.
Између 1976. и 1979. Реслер је помогао да се организују интервјуи са тридесет шест затворених серијских убица како би се пронашле паралеле између порекла и мотива таквих криминалаца. Такође је имао кључну улогу у успостављању Ви-ЦАП-а (Програм за привођење насилног злочина). Ово се састоји од централизоване компјутерске базе података о нерешеним убиствима. Информације се прикупљају од локалних полицијских снага и упућују на друга нерешена убиства широм Сједињених Држава. Радећи на основу тога да већина серијских убица тражи сличне жртве стандардним методом (модус операнди), нада се да ће рано уочити када убица врши злочине у различитим јурисдикцијама. Ово је првенствено био одговор на појаву номадских убица који су чинили злочине на различитим подручјима. Све док је убица био у покрету, полицијске снаге у свакој држави не би биле свесне да постоји више жртава и само би истраживале по једно убиство, несвесне да су друге полицијске снаге имале сличне злочине. Ви-ЦАП би помогао појединачним полицијским снагама да утврде да ли су у потрази за истим починиоцем како би могли да деле и повезују информације једни са другима, повећавајући њихове шансе да идентификују осумњиченог.
Радио је на многим случајевима серијских убистава као што су Џефри Дамер, Тед Бунди, Ричард Чејс и Џон Жобер и Џон Вејн Гејси.

## Живот након пензионисања
Реслер се повукао из ФБИ-а 1990. године и написао велики број књига о серијским убиствима. Активно је држао предавања студентима и полицијским снагама на тему криминологије, а 1993. године доведен је у Лондон да помогне у истрази убистава која је починио Колин Ирленд. Године 1995, Реслер је на конференцији у Шкотској упознао јужноафричког профилера Мицки Писторијуса и она га је позвала да прегледа њену истрагу о "АБЦ убиствима", такозваним због њихове локације у предграђима Јоханесбурга, Атериџвилу, Боксбургу и Кливленду. Човек по имену Давид Селепе умро је у полицијском притвору док је био под истрагом као осумњичени за убиства у Кливленду, пре откривања злочина у Атериџвилу и Боксбургу, а власти су страховале да су убили невиног човека док је прави кривац још увек био у велики. Реслер је веровао да је Селепе заиста одговоран за убиства у Кливленду, било сам или са саучесником, и да је убиства у Атериџвилу и Боксбургу починио исти преступник, али да овај убица није био умешан у убиства у Кливленду. Такође је истакао да убица Атериџвил-Боксбург сваким убиством добија на поверењу и да ће контактирати медије. Као што је предвиђаи, серијски убица Мозес Сајтхол позвао је јужноафричке новине The_Star_(South_Africa) да преузме одговорност за убиства у Атериџвилу и Боксбургу, неко време након што је Реслер напустио случај.
Реслерова посета Сиудад Хуарезу у Мексику да би истражила још увек активне феминициде који се тамо дешавају послужила је као инспирација за лик Алберта Кеслера у роману Роберта Болања 2666.

## Смрт
Реслер је преминуо у својој кући у округу Спосилванија, Вирџинија, у недељу 5. маја 2013. од Паркинсонове болести. Имао је 76 година.

## Инспирација за измишљене ликове
Нетфликс је преузео сценарио адаптиран из књиге његовог колеге Mindhunter: Inside the FBI's Elite Serial Crime Unit. У Ловцу на умове глуми Холт Макалани, који игра лик специјалног агента Билла Тенча, главног лика заснованог на Реслеру.

## Дела
- Sexual Homicide: Patterns and Motives (with John E. Douglas, Ann Wolbert Burgess) (1988)
- Whoever Fights Monsters: My Twenty Years Tracking Serial Killers for the FBI (with Tom Shachtman) (1992)
- Justice Is Served (with Tom Shachtman) (1994)
- I Have Lived in the Monster (with Tom Shachtman) (1998)